# Arquidiocese de Florianópolis
A Arquidiocese de Florianópolis (Archidiœcesis Florianopolitana) é uma circunscrição eclesiástica da Igreja Católica no estado de Santa Catarina.

## Histórico
A Diocese de Florianóplis foi criada a 19 de março de 1908, pela bula Quum Sanctissimus Dominus Noster, de Pio X, com o nome de diocese de Florianópolis, sendo a Matriz de Nossa Senhora do Desterro elevada a Catedral. Até que um bispo fosse indicado e assumisse, ficou o bispo de Curitiba, Dom João Francisco Braga, como Administrador Apostólico.
A 17 de janeiro de 1927 o Bispado de Florianópolis foi elevado a Arcebispado, deixando de ser sufragâneo de Porto Alegre. Criavam-se as Dioceses de Lages e Joinville. Com este desmembramento, o território do antigo Bispado ficou reduzido a 20.514 km². No ano de seu Centenário, 2008, a Arquidiocese tem a superfície de 7.862,1 k2, com densidade demográfica de 173,91 hab/km2. Em 1908 era uma Igreja diocesana. Agora são 10: Florianópolis (1908), Joinville (1927), Lages (1927), Tubarão (1954), Chapecó (1958), Caçador (1968), Rio do Sul (1968), Joaçaba (1975), Criciúma (1998) e Blumenau (2000).
A nomeação de Dom João Becker, primeiro bispo diocesano, em 13 de agosto. que permaneceu até 1912, foi seguida pela eleição de Dom Joaquim Domingues de Oliveira, em 2 de abril de 1914, até a sua morte, em 18 de maio de 1967, tendo ficado a frente da Arquidiocese a partir de 17 de janeiro de 1927, por 53 anos.

## Bispos e Arcebispos
Administração local:
|                       | Nome                                       | Período    | Notas                                            |
| Arcebispos            | Arcebispos                                 | Arcebispos | Arcebispos                                       |
| --------------------- | ------------------------------------------ | ---------- | ------------------------------------------------ |
| 5º                    | Wilson Tadeu Jönck, S.C.J.                 | 2011-Atual |                                                  |
| 4º                    | Murilo Sebastião Ramos Krieger, S.C.J.     | 2002-2011  | Nomeado Arcebispo de Salvador e Primaz do Brasil |
| 3º                    | Eusébio Oscar Scheid, S.C.J.               | 1991-2001  | Nomeado Arcebispo do Rio de Janeiro              |
| 2º                    | Afonso Niehues                             | 1967-1991  |                                                  |
| 1º                    | Joaquim Domingues de Oliveira              | 1927-1967  |                                                  |
| Arcebispos-coajutores |                                            |            |                                                  |
|                       | Felício César da Cunha Vasconcelos, O.F.M. | 1957-1965  | nomeado Arcebispo de Ribeirão Preto              |
|                       | Afonso Niehues                             | 1965-1967  | elevado a Arcebispo                              |
| Bispos Auxiliares     |                                            |            |                                                  |
|                       | Onécimo Alberton                           | 2023-      | Atual                                            |
|                       | José Negri, P.I.M.E.                       | 2005-2009  | Nomeado Bispo de Blumenau                        |
|                       | Vito Schlickmann                           | 1995-2004  | Bispo auxiliar emérito                           |
|                       | Murilo Sebastião Ramos Krieger, S.C.J.     | 1985-1991  | Nomeado Bispo de Ponta Grossa                    |
| Bispos                |                                            |            |                                                  |
| 2º                    | Joaquim Domingues de Oliveira              | 1914-1927  | elevado a Arcebispo em 17 de janeiro de 1927     |
| 1º                    | João Batista Becker                        | 1908-1912  | Nomeado Arcebispo de Porto Alegre                |

## Organização
A Arquidiocese de Florianópolis está organizada em 2 regiões episcopais e 13 foranias, abrange 30 municípios e 74 paróquias.

### Regiões Episcopais e Foranias

#### Região Episcopal Sul
1) Forania Florianópolis Centro-Sul
2) Forania Florianópolis Norte
3) Forania Florianópolis Continente
4) Forania São José
5) Forania São José - Barreiros
6) Forania Palhoça
7) Forania Santo Amaro
8) Forania Biguaçu

#### Região Episcopal Norte
9) Forania Tijucas
10) Forania Itapema
11) Forania Camboriú
12) Forania Itajaí
13) Forania Brusque

### Paróquias
|    | Paróquia                  | Padroeiro                                             | Forania                    | Município                 |
| -- | ------------------------- | ----------------------------------------------------- | -------------------------- | ------------------------- |
| 1  | Angelina                  | Nossa Senhora da Imaculada Conceição                  | Santo Amaro                | Angelina                  |
| 2  | Anitápolis                | São Sebastião                                         | Santo Amaro                | Anitápolis                |
| 3  | Antônio Carlos            | Sagrado Coração de Jesus                              | Biguaçu                    | Antônio Carlos            |
| 4  | Balneário Camboriú        | Santa Inês                                            | Camboriú                   | Balneário Camboriú        |
| 5  | São Sebastião             | São Sebastião                                         | Camboriú                   | Balneário Camboriú        |
| 6  | Vila Real                 | Nossa Senhora Aparecida                               | Camboriú                   | Balneário Camboriú        |
| 7  | Biguaçu                   | São João Evangelista                                  | Biguaçu                    | Biguaçu                   |
| 8  | Bombas                    | Nossa Senhora da Imaculada Conceição                  | Itapema                    | Bombinhas                 |
| 9  | Botuverá                  | São José                                              | Brusque                    | Botuverá                  |
| 10 | Águas Claras              | São Judas Tadeu                                       | Brusque                    | Brusque                   |
| 11 | Azambuja                  | Nossa Senhora de Azambuja                             | Brusque                    | Brusque                   |
| 12 | Dom Joaquim               | Santa Catarina                                        | Brusque                    | Brusque                   |
| 13 | Santa Teresinha           | Santa Teresinha                                       | Brusque                    | Brusque                   |
| 14 | São Luís Gonzaga          | São Luiz Gonzaga                                      | Brusque                    | Brusque                   |
| 15 | Camboriú                  | Divino Espírito Santo                                 | Camboriú                   | Camboriú                  |
| 16 | Monte Alegre              | Senhor Bom Jesus                                      | Camboriú                   | Camboriú                  |
| 17 | Areias                    | Nossa Senhora do Bom Sucesso                          | Camboriú                   | Camboriú                  |
| 18 | Canelinha                 | Sant’Ana                                              | Tijucas                    | Canelinha                 |
| 19 | Agronômica                | Nossa Senhora de Lourdes e São Luiz                   | Florianópolis - Centro-Sul | Florianópolis             |
| 20 | Balneário                 | Nossa Senhora da Glória                               | Florianópolis - Continente | Florianópolis             |
| 21 | Canasvieiras              | Nossa Senhora de Guadalupe                            | Florianópolis - Norte      | Florianópolis             |
| 22 | Capoeiras                 | São João Batista e Santa Luzia                        | Florianópolis - Continente | Florianópolis             |
| 23 | Catedral                  | Nossa Senhora do Desterro e Santa Catarina            | Florianópolis - Centro-Sul | Florianópolis             |
| 24 | Santo Antônio de Lisboa   | Nossa Senhora das Nessecidades                        | Florianópolis - Norte      | Florianópolis             |
| 25 | Colégio Catarinense       | Santa Catarina de Alexandria                          | Florianópolis - Centro-Sul | Florianópolis             |
| 26 | Coloninha                 | Santo Antônio e Santa Maria Goretti                   | Florianópolis - Continente | Florianópolis             |
| 27 | Coqueiros                 | Nossa Senhora do Carmo                                | Florianópolis - Continente | Florianópolis             |
| 28 | Estreito                  | Nossa Sra de Fátima e Santa Teresinha do Menino Jesus | Florianópolis - Continente | Florianópolis             |
| 29 | Ingleses                  | Sagrado Coração de Jesus                              | Florianópolis - Norte      | Florianópolis             |
| 30 | Jardim Atlântico          | São José e Santa Rita de Cássia                       | Florianópolis - Continente | Florianópolis             |
| 31 | Lagoa da Conceição        | Nossa Senhora da Imaculada Conceição da Lagoa         | Florianópolis - Norte      | Florianópolis             |
| 32 | Monte Verde               | São Francisco Xavier                                  | Florianópolis - Norte      | Florianópolis             |
| 33 | Prainha                   | Santa Teresinha do Menino Jesus                       | Florianópolis - Centro-Sul | Florianópolis             |
| 34 | Ribeirão da Ilha          | Nossa Senhora da Lapa                                 | Florianópolis - Centro-Sul | Florianópolis             |
| 35 | Saco dos Limões           | Nossa Senhora da Boa Viagem                           | Florianópolis - Centro-Sul | Florianópolis             |
| 36 | Santo Antônio             | Santo Antônio                                         | Florianópolis - Centro-Sul | Florianópolis             |
| 37 | Trindade                  | Santíssima Trindade                                   | Florianópolis - Norte      | Florianópolis             |
| 38 | Garopaba                  | São Joaquim                                           | Palhoça                    | Garopaba                  |
| 39 | Governador Celso Ramos    | Nossa Senhora dos Navegantes                          | Biguaçu                    | Governador Celso Ramos    |
| 40 | Guabiruba                 | Nossa Senhora do Perpétuo Socorro                     | Brusque                    | Guabiruba                 |
| 41 | Capelania Universitária   | Capelania Spiritus Veritatis                          | Itajaí                     | Itajaí                    |
| 42 | Cordeiros                 | São Cristóvão                                         | Itajaí                     | Itajaí                    |
| 43 | Dom Bosco                 | São João Bosco                                        | Itajaí                     | Itajaí                    |
| 44 | Fazenda                   | Nossa Senhora de Lourdes                              | Itajaí                     | Itajaí                    |
| 45 | Santíssimo Sacramento     | Santíssimo Sacramento                                 | Itajaí                     | Itajaí                    |
| 46 | São João Batista          | São João Batista                                      | Itajaí                     | Itajaí                    |
| 47 | São Vicente               | São Vicente de Paulo                                  | Itajaí                     | Itajaí                    |
| 48 | Itaipava                  | São Pedro                                             | Itajaí                     | Itajaí                    |
| 49 | Itapema                   | Santo Antônio                                         | Itapema                    | Itapema                   |
| 50 | Meia Praia                | Sagrado Coração de Jesus                              | Itapema                    | Itapema                   |
| 51 | Leoberto Leal             | Sagrado Coração de Jesus                              | Santo Amaro                | Leoberto Leal             |
| 52 | Major Gercino             | Senhor Bom Jesus                                      | Tijucas                    | Major Gercino             |
| 53 | Vígolo                    | Santa Paulina                                         | Tijucas                    | Nova Trento               |
| 54 | Nova Trento               | São Virgílio                                          | Tijucas                    | Nova Trento               |
| 55 | Aririú                    | São Francisco de Assis                                | Palhoça                    | Palhoça                   |
| 56 | Bom Jesus                 | Senhor Bom Jesus de Nazaré                            | Palhoça                    | Palhoça                   |
| 57 | Enseada de Brito          | Nossa Senhora do Rosário                              | Palhoça                    | Palhoça                   |
| 58 | Ponte do Imaruim          | São Judas Tadeu e São João Batista                    | Palhoça                    | Palhoça                   |
| 59 | Paulo Lopes               | Sagrado Coração de Jesus                              | Palhoça                    | Paulo Lopes               |
| 60 | Porto Belo                | Senhor Bom Jesus dos Aflitos                          | Itapema                    | Porto Belo                |
| 61 | Santo Amaro da Imperatriz | Santo Amaro                                           | Santo Amaro                | Santo Amaro da Imperatriz |
| 62 | São Bonifácio             | São Bonifácio                                         | Santo Amaro                | São Bonifácio             |
| 63 | São João Batista          | São João Batista                                      | Tijucas                    | São João Batista          |
| 64 | Barreiros                 | Sagrados Corações                                     | Barreiros                  | São José                  |
| 65 | Campinas                  | Santo Antônio                                         | São José                   | São José                  |
| 66 | Forquilhinhas             | São Francisco de Assis                                | São José                   | São José                  |
| 67 | Matriz-São José           | São José                                              | São José                   | São José                  |
| 68 | Nossa Senhora Rosário     | Nossa Senhora do Rosário                              | Barreiros                  | São José                  |
| 69 | Procasa                   | Nossa Senhora Aparecida                               | Barreiros                  | São José                  |
| 70 | Santa Cruz                | Santa Cruz                                            | Barreiros                  | São José                  |
| 71 | Sant´Ana                  | Sant´Ana                                              | São José                   | São José                  |
| 72 | São Judas Tadeu           | São Judas Tadeu                                       | Barreiros                  | São José                  |
| 73 | São Pedro de Alcântara    | São Pedro de Alcântara                                | São José                   | São Pedro de Alcântara    |
| 74 | Tijucas                   | São Sebastião                                         | Tijucas                    | Tijucas                   |

## Centenário
No ano de 2008 foi comemorado o centenário de criação da diocese de Florianópolis, com diversos eventos em paróquias da Arquidiocese.

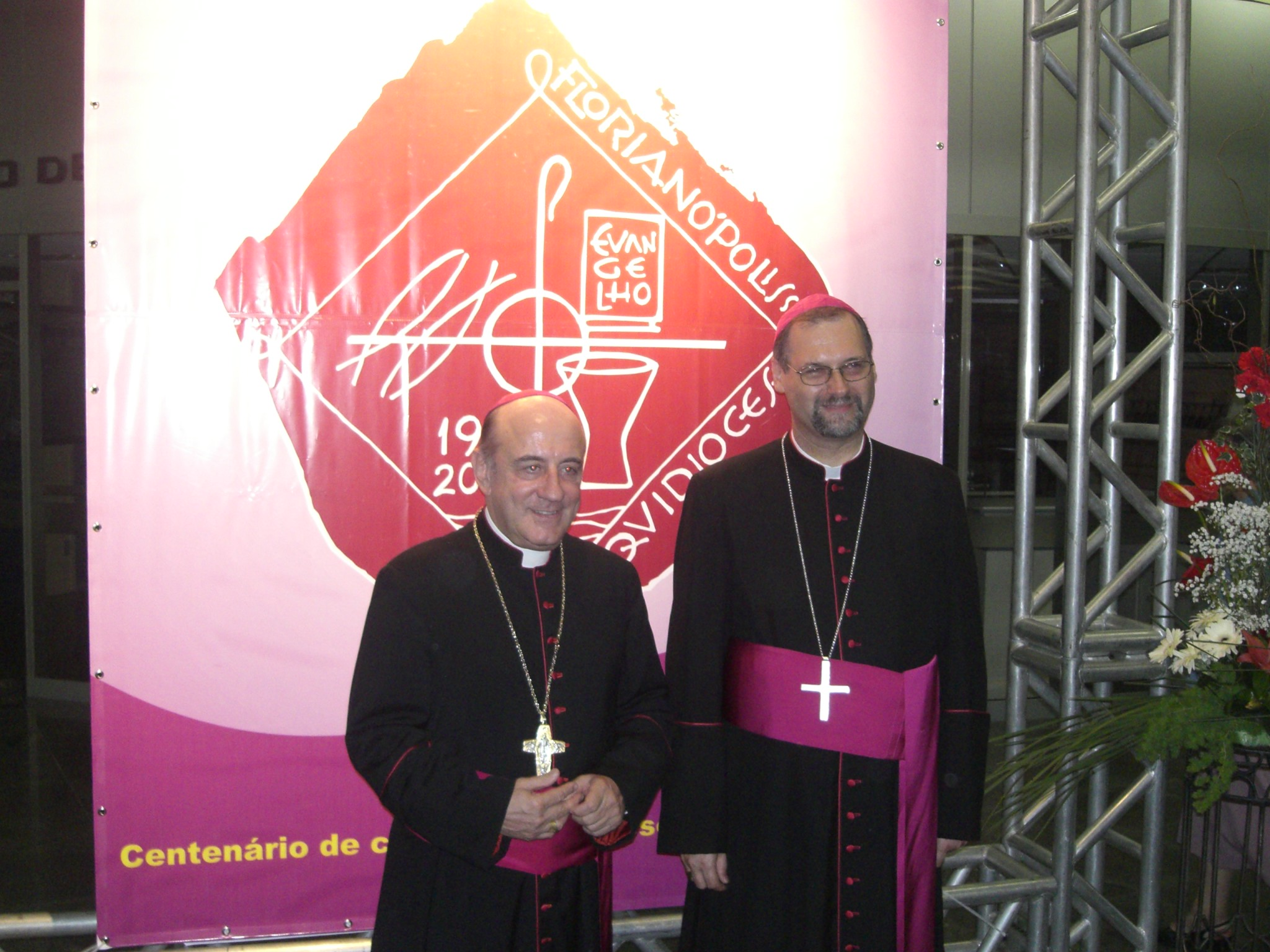
Dom Murilo Krieger e Dom José Negri na sessão solene, na Assembléia Legislativa de Santa Catarina, em comemoração ao centenário de criação da diocese de Floriaópolis.